# Geršon Šafat
Geršon Šafat (hebrejsky: גרשון שפט, rodným jménem Gershon Staub, narozen 6. prosince 1927 – 16. srpna 2020) byl izraelský politik a bývalý poslanec Knesetu za stranu Techija.

## Biografie
Narodil se ve Vídni v Rakousku. V roce 1934 přesídlil do dnešního Izraele. Navštěvoval střední školu v Tel Avivu a dva roky studoval sociologii a dějiny na univerzitě. Angažoval se v mládežnickém hnutí Bnej Akiva. V letech 1947–1948 patřil mezi zakladatele židovské vesnice Ejn Curim v regionu Guš Ecion. Poté, co byla vesnice dobyta arabskými silami, strávil deset měsíců jako zajatec v Jordánsku. Po návratu zakládal v roce 1949 novou vesnici Ejn Curim.

## Politická dráha
V letech 1945–1979 byl členem strany Mafdal. V letech 1956–1958 byl manažerem nákupní organizace a politickým koordinátorem hnutí náboženských kibuců ha-Kibuc ha-dati. V letech 1961–1967 vedl podnik Tadmor. V letech 1976–1979 byl politickým tajemníkem hnutí Guš emunim a členem sekretariátu této organizace. V letech 1979–1985 pak působil jako generální tajemník hnutí Techija.
V izraelském parlamentu zasedl poprvé po volbách v roce 1984, do nichž šel za stranu Techija. Stal se členem finančního výboru a výboru pro televizi a rozhlas. Předsedal podvýboru pro problematiku ústavů hesder ješiva. Opětovně byl za Techiji zvolen ve volbách v roce 1988. Mandát ale získal až dodatečně, v lednu 1990, jako náhradník za poslance Juvala Ne'emana. Stal se členem výboru finančního, výboru House Committee a výboru pro imigraci a absorpci. Ve volbách v roce 1992 mandát neobhájil, protože strana Techija nepřekročila práh pro vstup do parlamentu.